# Грязный реализм
Грязный реализм (англ. Dirty realism) — термин, введённый американским писателем и журналистом Биллом Бьюфордом для обозначения направления в литературе, возникшего в США в 1980-х годах. Направление ставило целью детальное воспроизведение порочных и более обыденных аспектов повседневной жизни. Термин впервые появился в издании литературного журнала Granta в 1983 году.

## Общая характеристика термина
Термин «грязный реализм» сформировал название летнего выпуска Granta 1983 года, для которого Бьюфорд написал пояснительное введение:
Грязный реализм — вымысел нового поколения американских авторов. Пишут о брюхе современной жизни — брошенном муже, нежеланной матери, угонщике, карманнике, наркоманке, — но пишут об этом с тревожной отстраненностью, местами на грани комедии. Преуменьшенные, ироничные, иногда дикие, но настойчиво сострадательные, эти истории представляют собой новый голос в художественной литературе.
Оригинальный текст (англ.)Dirty Realism is the fiction of a new generation of American authors. They write about the belly-side of contemporary life – a deserted husband, an unwanted mother, a car thief, a pickpocket, a drug addict – but they write about it with a disturbing detachment, at times verging on comedy. Understated, ironic, sometimes savage, but insistently compassionate, these stories constitute a new voice in fiction.

По мнению Билла Бьюфорда, грязный реализм является «другой областью фантастики, которая посвящена местным деталям, нюансам, небольшим нарушениям в языке и жестах, и вполне очевидно, что его главная форма — это короткий рассказ, который является, как можно заметить, частью возрождения американской новеллы. Но это странные истории: без прикрас, без мебели, трагедии с низкой арендой о людях, которые смотрят дневное телевидение, читают дешёвые романы или слушают кантри-энд-вестерн. Они официантки в придорожных кафе, кассиры в супермаркетах, строители, секретари и безработные ковбои. Они играют в бинго, едят чизбургеры, охотятся на оленей и останавливаются в дешёвых отелях. Они много пьют и часто находятся в беде: за кражу автомобиля, разбивание окна, карманные кражи. Они из Кентукки или Алабамы или Орегона, но, в основном, они могут быть из любой точки мира: искатели приключений в мире, заваленном фастфудом и наполненном угнетающими деталями современного потребительства».
Иногда считаясь разнообразием литературного минимализма, грязный реализм характеризуется экономией слов для описания деталей. Писатели, работающие в этом жанре, как правило, избегают наречий, расширенных метафор и внутреннего монолога, вместо этого позволяя объектам и контексту диктовать смысл. Персонажи занимаются обычными, заурядными делами, и зачастую у них не хватает ресурсов и денег, что, в свою очередь, приводит к внутреннему отчаянию.

## Представители жанра
После классификации Бьюфорда, определение расширилось и позволило включить в этот жанр новых писателей. К ним относится Чарльз Буковски (1920—1994), который, по словам Майкла Хеммингсона, является «крёстным отцом» движения, а также те, кто публиковался в «Гранта», в том числе Раймонд Карвер (1938—1988), Тобиас Вульф (род. 1945), Ричард Форд (род. 1944), Лэрри Браун (1951—2004), Кормак Маккарти (1933—2023), Педро Хуан Гутьеррес (род. 1950), Фернандо Веласкес Медина (род. 1951) и Джейн Энн Филлипс (род. 1952). Наибольшее внимание критиков приковывали три выдающихся автора этого жанра: Ирвин Уэлш, Чарльз Буковски и Раймонд Карвер. Их особенный стиль изложения и письма, а также способность говорить о сложных вещах простым языком приковывали читателей к произведениям, в которых многие поклонники находили отражение своей жизни.

### Чарльз Буковски
«Буковски — это явление. Явление, прежде всего, в американской культуре. И в американской культуре конкретного времени: 1950-х — 1980-х. Это — одно из ярких выражений самоощущения Америки того времени, — не самоощущения вообще, а его конкретной формы, — формы, относящейся к некоему альтернативному способу жить. При этом надо помнить, что не столько мы выбираем для себя этот „способ жить“, сколько сам способ выбирает нас» — так пишет С. А. Иванников о «крестном отце» этого жанра.
Начиная с 1960-х, американские учёные отказывались признавать и игнорировали скандального американского писателя Чарльза Буковски (1920—1994), несмотря на то, что он являлся героем контркультуры в США и в Европе — особенно в Германии, где он родился. Буковски был очень плодовитым писателем: его опубликованные работы состоят из многочисленных томов поэзии, шести сборников рассказов, туристической литературы, сценария к культовому и излюбленному американскому художественному фильму «Пьянь», а также книг и писем; большинство из перечисленного переведено на десятки разных языков. Очевидно, что его работы начали охватывать широкую аудиторию, и интерес к творчеству писателя появился после его смерти, а также после того, как была опубликована в 1994 году книга «Против американской мечты: очерки на Чарльза Буковски», написанная Расселом Харрисоном и посвящённая жизни и творчеству писателя. По названию книги Харрисона становится очевидно, что Буковски осуждал американскую мечту, но это, возможно, не является причиной нехватки литературно-художественной критики, так как многие писатели также принимали участие в этом. Что делает его другим, персоной нон грата в научных кругах, так это то, что он идёт вразрез с тем, что многие американские учёные высоко ценят. Часто используемая им пошлость по форме и содержанию является одним из препятствий к признанию, а другим препятствием является его сущность «укротителя».
Интересные факты из жизни Чарлза Буковски:
1. У Буковски было три страсти — алкоголь, классическая музыка и скачки.
2. Буковски был трижды женат.
3. Буковски никогда не голосовал.
4. Роман «Почтамт» Буковски написал за двадцать ночей в обществе двадцати бутылок виски.
5. На надгробной плите писателя — эпитафия «DON’T TRY» и боксёр в боевой стойке[9].

### Раймонд Карвер
Раймонд Карвер — американский поэт и прозаик, автор коротких рассказов, которые критики признают лучшими рассказами нового писательского поколения, пришедшего после Джона Чивера и Фланнери О’Коннор. Кстати сказать, 36-летний Карвер и 60-летний Чивер познакомились и подружились в Айове, в 1973 году, где оба вели писательские семинары и беспробудно пили. Карвер писал в дневнике:
Мы ничего больше не делали, только пили. По-моему, ни он, ни я даже не сняли чехлов с наших пишущих машинок.
Дружба двух замечательных рассказчиков двух разных поколений продолжалась недолго: сразу после семинаров оба попали сначала в больницы, а потом в группы «Анонимных алкоголиков». Чиверу это не помогло, а Карвер пить бросил, но всё равно умер рано — в 1988 году, едва дожив до 50 лет.

Стиль Раймонда Карвера — минимализм. Наставником молодого Карвера был писатель Джон Гарднер, который учил его сокращать каждый абзац, состоявший из 25 слов, до пятнадцати. А безжалостный редактор Карвера — Гордон Лиш — требовал довести это сокращение до пяти слов. Такой стиль в Америке получил и другое название, определяющее целое направление прозы 1970—1980-х годов — «грязный реализм». Вот одно из его определений — достаточно минималистское:
Грязный реализм требует такой экономии слов, что всякое описание подвергается стриптизу и доводится до базового минимума. Остальное отдаётся диалогу. Рассуждений нет, смысл диктуется содержанием. Персонажи, как правило, — люди невыдающиеся.

## Критика
Для грязного реализма характерен отличительный стиль, характеризующийся минималистической прозой, простым языком и прямыми описаниями простых людей и событий.
Например, начало историй слишком простое:
«Этот слепой, старый друг моей жены, он был в пути, чтобы провести ночь».
Герои — обычные люди, живущие в простых условиях. Все живут в городах. Большинство населения составляют рабочие, прелюбодеи, алкоголики, женщины или этнические меньшинства, а также люди которые испытывают отчуждение, одиночество и разочарование каждый день своей жизни. В результате, они становятся жёсткими, а их диалоги краткими. Метрополитанизм отошёл в сторону, чтобы уступить сельским американцам, которые являются простыми героями, неясно излагающими свои мысли. Такие люди должны продавать свой труд или даже тело, чтобы выжить, и которые могут в любой момент потерять всё, в том числе основные достоинства, которые делают человека человеком. Грязный реализм фокусируется на печали и потерях в повседневной жизни простых людей — обычно низшего среднего класса или маргинализированных индивидов. Раймонд Карвер — автор, который олицетворяет собой грязный реализм с его лаконичными, неброскими и изящными историями. Он успешно использует пропуски, использует пробелы между словами, чтобы создать ощущение неясности и недосказанности. Возникает чувство, что проза, как и сам рассказчик, в какой-то степени ограничена: ограничительный стиль отражает ограниченные взгляды рассказчика на жизнь. Карвер говорит о своем стиле: «Проза — это архитектура. И это не эпоха барокко».
Творчество Буковски далеко не бессмысленно. От бульварного чтива Воннегута до порочной ерунды «Почтамта» Хэнка Чинаски, двадцатый век изобилует писательскими замыслами, как превзойти высоколобую/примитивную дихотомию. Некоторые из них, наиболее интересные представители в США и в Латинской Америке, образуют часть когорты, известной коллегиально (благодаря Биллу Бьюфорду) как «грязные реалисты».
«В начале была ошибка», — заявляет Чинаски в первой строке «Почтамта», и, действительно, культурный взрыв, последовавший за публикацией Granta 8, вполне может показаться своеобразной исторической аберрацией. Волна молодой грязной беллетристики была встречена смешанными отзывами как в США, так и на международном уровне. Для одних критиков это было мастерски щадящим, ознаменовавшим столь необходимый поворотный момент в литературе XX века, для других — «пост-литературным» абсурдом. Однако амбивалентное отношение к новому движению не сделал ничего, чтобы замедлить его импульс. В США писатели, такие как Джон Фанте, Генри Миллер, Чак Паланик и крайне важный Буковски были быстро и комфортно размещены в грязном реалистическом жанре. Огромная популярность Буковски в испаноговорящем мире явилась инструментом для создания отдельного поджанра, известного как realismo sucio (от исп. грязный реализм), который расцвёл в Испании и Латинской Америке в начале 1990-х годов.